# Paul Powell
Pour les articles homonymes, voir Powell.
Paul Powell est un réalisateur, scénariste, acteur et producteur américain né le 6 septembre 1881 à Peoria, Illinois (États-Unis) et mort le 2 juillet 1944 à Pasadena (États-Unis).
Il est inhumé au Forest Lawn Memorial Park à Glendale.

## Filmographie

### comme réalisateur
- 1914 : His Excellency
- 1914 : The Measure of a Man
- 1914 : A Father's Heart
- 1914 : Woman Against Woman
- 1914 : The Long Lane
- 1914 : The Stolen Yacht
- 1914 : The House of D'or
- 1914 : When the Blind See
- 1914 : The Single Act
- 1915 : The Lost Lord Lowell
- 1915 : The Good in Him
- 1915 : Minerva's Mission
- 1915 : In the Background
- 1915 : The Accusing Pen
- 1915 : Tap! Tap! Tap!
- 1915 : Up from the Depths
- 1915 : The Little Catamount
- 1915 : Victorine
- 1915 : The Wildcat
- 1915 : The Wolf Man
- 1915 : Bred in the Bone
- 1915 : When War Threatened
- 1915 : Le Lys et la Rose (The Lily and the Rose)
- 1915 : The Secret Room
- 1915 : An Ambassador from the Dead
- 1915 : The Wall Between
- 1915 : Her Mother's Daughter
- 1915 : The Stool Pigeon
- 1916 : The Wood Nymph (en)
- 1916 : Acquitted
- 1916 : A Song from the Heart
- 1916 : Four Narratives
- 1916 : La Chimère de Suzan (Little Meena's Romance)
- 1916 : Susan Rocks the Boat
- 1916 : A Wild Girl of the Sierras
- 1916 : The Marriage of Molly-O
- 1916 : A Lesson in Labor
- 1916 : La Filleule des bûcherons (Hell-to-Pay Austin)
- 1916 : The Rummy
- 1916 : The Microscope Mystery
- 1916 : The Matrimaniac
- 1917 : A Girl of the Timber Claims
- 1917 : Betsy's Burglar
- 1917 : Cheerful Givers
- 1917 : L'Attrait du cirque (The Sawdust Ring), réalisé avec Charles Miller
- 1918 : Indian Life
- 1918 : The Kid Is Clever
- 1918 : A Society Sensation
- 1918 : Allez-vous coucher ! (All Night)
- 1919 : Who Will Marry Me?
- 1919 : The Little White Savage
- 1919 : The Blinding Trail
- 1919 : The Weaker Vessel
- 1919 : The Man in the Moonlight
- 1919 : Common Property (en)
- 1920 : Pollyanna
- 1920 : L'Antiquaire (Crooked Streets)
- 1920 : Ginette (Sweet Lavender)
- 1920 : Eyes of the Heart
- 1921 : The Mystery Road
- 1921 : La Maison du mensonge (Dangerous Lies)
- 1922 : Le Berceau (The Cradle)
- 1922 : La Justicière (The Crimson Challenge)
- 1922 : Le Geste homicide (The Ordeal)
- 1922 : For the Defense
- 1922 : Borderland
- 1922 : Luxure (A Daughter of Luxury)
- 1923 : The Fog
- 1923 : La Conquête d'un cœur (Racing Hearts)
- 1925 : Let Women Alone
- 1925 : Her Market Value
- 1925 : The Awful Truth
- 1925 : North Star
- 1926 : The Prince of Pilsen
- 1927 : Jewels of Desire
- 1927 : Death Valley
- 1929 : Le Narcisse noir (Black Narcissus)
- 1930 : High Toned
- 1930 : Honest Crooks

### Comme scénariste
- 1919 : The Blinding Trail
- 1928 : Kit Carson

### Comme acteur
- 1929 : Adam's Eve

### Comme producteur
- 1920 : Pollyanna